# Iglesia de San José (Sevilla)
La iglesia del señor San José es un templo católico situado en la calle San José, n.º 17, de Sevilla (Andalucía, España). Fue la iglesia del convento de San José, de los mercedarios descalzos.

## Otros edificios religiosos de Sevilla dedicados a San José
En la ciudad de Sevilla existen otros cuatro edificios religiosos dedicados a San José:
- La capilla de San José, de los capuchinos
- El convento de San José, de las mercedarias descalzas.
- El convento de San José del Carmen, de las carmelitas descalzas.
- La iglesia de San José Obrero, de los mínimos.

## Historia

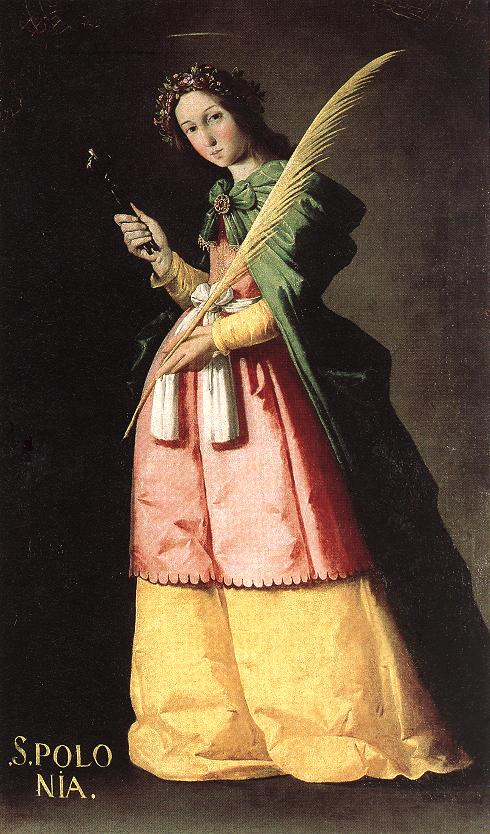
Santa Apolonia. Francisco de Zurbarán. Óleo sobre lienzo de 113 x 66 cm. Museo del Louvre. Procedente del convento de San José, de los mercedarios descalzos.

En 1603, fray Juan Bautista del Santísimo Sacramento creó una orden mercedaria reformada, los mercedarios descalzos. El general de los mercedarios calzados, Alonso de Monroy, propuso que los descalzos que desearan fundar un convento en Sevilla se hospedasen con los calzados en el Colegio de San Laureano.
A partir de 1604 convivieron en este colegio conventual. En 1607, el capítulo provincial de la orden, que tuvo lugar en Cazorla, acordó dar el uso de ese edificio a los descalzos, lo que no se llevó a cabo. Los mercedarios calzados reclamaron al entonces general, Felipe Guimerán, en el capítulo general de Guadalajara de 1609, la propiedad del colegio, por lo que se dio un plazo de seis meses a los descalzos para que lo abandonasen.
Los descalzos consiguieron apoyo de la reina Margarita, el conde de Niebla y la familia del marqués de Tarifa para solicitar al arzobispo, Pedro de Castro y Quiñones, la fundación de un nuevo convento en la ciudad. El arzobispo denegó la petición. Los descalzos compraron por 5 400 ducados unas casas en la antigua calle del Correo Viejo, (actual calle de San José) entre las collaciones de San Nicolás y Santa María la Blanca para fundar un hospital y una hospedería. El arzobispo mandó cerrar este edificio religioso y los descalzos apelaron a la Santa Sede, que autorizó la fundación de un convento el 10 de diciembre de 1614.
La iglesia fue construida en 1615. En 1616 los mercedarios compraron por 12 000 ducados de plata unas casas anejas a Pedro Avedaño, que fue nombrado patrón de una de las capillas del templo.
En 1629 los mercedarios descalzos encargaron al arquitecto Diego Gómez la realización de una nueva iglesia, que fue bendecida en 1636.
En este convento se encontraban obras de los mejores artistas del siglo XVII, como Francisco Zurbarán, Martínez Montañés, Juan de Mesa, Francisco Antonio Gijón, Sebastián Gómez "el Mulato", Alonso Cano y otros muchos.
En 1810, durante la invasión francesa de Sevilla, el convento fue exclaustrado, los retablos fueron destrozados y muchas obras de arte fueron expoliadas. Los frailes pudieron regresar en 1814 y emprendieron obras de reparación, que finalizaron en 1818. En 1835 fue desamortizado. La iglesia continuó abierta al público un tiempo a cargo de un capellán. El convento fue destinado a casa de vecindad y a fábrica de sombreros.
En 1860 el ayuntamiento cedió al convento a la Congregación de Religiosas Filipenses Hijas de María Dolorosa, fundada por Francisco García Tejero y Dolores Márquez Romero. Esta congregación reabrió la iglesia al culto el 21 de noviembre de 1861 Esta congregación fundó en este lugar una casa de arrepentidas y permaneció en el hasta que se trasladó al convento de Santa Isabel en 1868.
En 1869 el antiguo convento fue alquilado para ser la sede del Archivo de Protocolos del Distrito Notarial de Sevilla. En 1899 se produjo el derrumbe de la nave de la epístola del templo conventual. En 1899 se trasladó a la iglesia del antiguo Colegio de San Laureano. Finalmente, en 1927 se trasladó a la iglesia del antiguo Convento de Santa María de Monte-Sion.
El exconvento de San José estuvo poco tiempo vacío, pues fue dividido, y una de las partes la ocuparon viviendas de vecinos y la parte principal fue comprada por 18.000 "duros" y reconstruida por la Orden de las Hermanas del Ángel de la Guarda (1871-1963). Estas monjas lo convirtieron en un colegio de enseñanza primaria, conocido como Colegio del Santo Ángel, hasta el 2 de marzo de 1963, cuando parte de la cubierta del edificio se hundió a consecuencia de las obras realizadas en el solar contiguo, produciéndose varias víctimas, por lo que tuvieron que trasladarse a una nueva sede. En la década de los 60 las dependencias del antiguo convento fueron derribadas, construyéndose viviendas en ese lugar.
En 1965 el cardenal arzobispo José María Bueno Monreal entregó la iglesia al Opus Dei, que en la actualidad la atiende.
La torre fue reconstruida en 1970, debido a su estado de ruina, siguiendo el modelo de la torre anterior, levantada hacia 1760. En la fachada principal, los cinco paños cerámicos que actualmente la adornan, en tono azul, son modernos (1973) realizados en un taller de Triana, siguiendo los dibujos del pintor sevillano Juan Antonio Rodríguez Hernández. El panel central, en el que se representa a San José con el Niño, reproduce un lienzo del pintor Antonio de Pereda, conservado en el Palacio Real de Madrid.
Las esculturas de las hornacinas de la fachada principal también son igualmente contemporáneas, representan a San Pedro y San Pablo (1973), son vaciados de hormigón, obra del escultor y pintor sevillano Manuel Caballero (1928-2007).

## Patrimonio de la iglesia

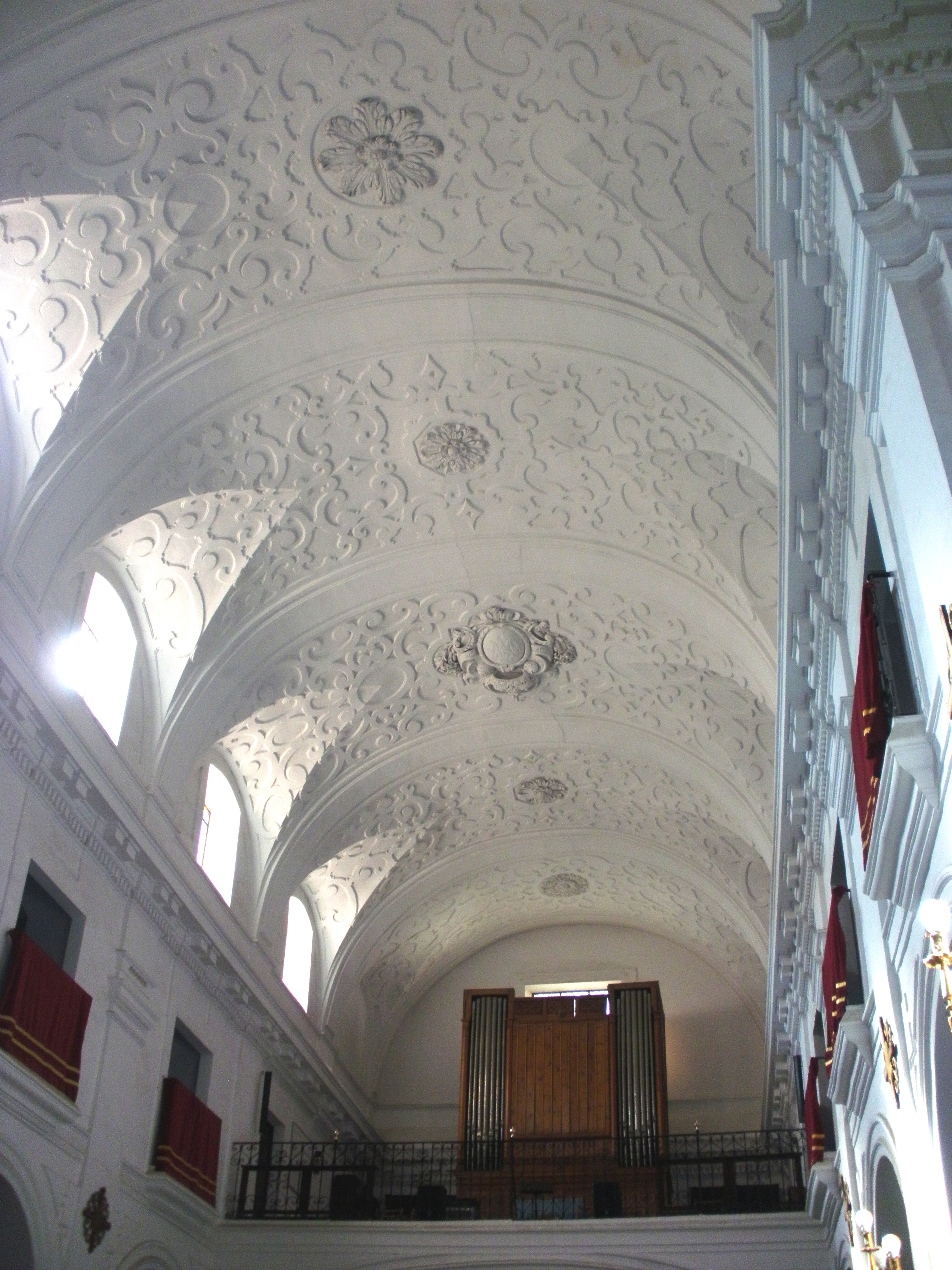
Yesería del procedente del convento de San José, de los mercedarios descalzos.

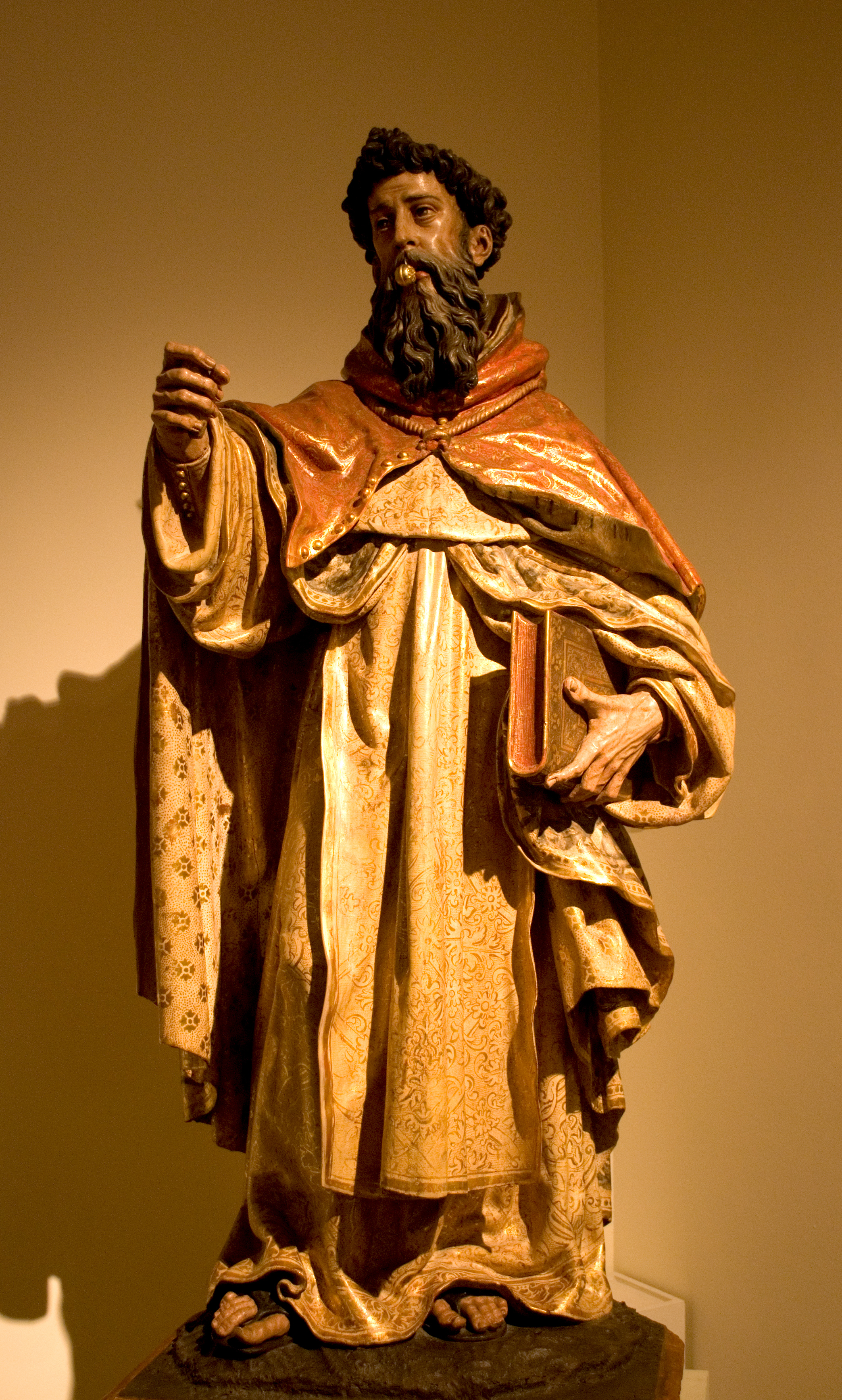
Escultura de San Ramón Nonato del escultor Juan de Mesa (1626-1627). Museo de Bellas Artes de Sevilla procede del antiguo convento de San José.

- Santa Justa y Rufina (ca. 1598), esculturas de Juan Bautista Vázquez el Viejo, en el altar mayor. Estilísticamente entroncan con el quehacer de Vázquez el Viejo, aunque algunos autores como Margarita Estella[14] opinan que esta más cerca de la obra de Vázquez el Joven. Pudieran proceder del antiguo convento de San Francisco, en la cual contrata Vázquez el Viejo unas "Santa Justa y Rufina".[15][16][17]
- Santa Inés, ca. 1650, en la sacristía de la iglesia, obra de Francisco Antonio Gijón.[18]
- Virgen de la Merced (ca. 1645), obra de un escultor anónimo formado en círculo de Pedro Roldán, camarín principal del altar mayor. La Virgen de la Merced en la actualidad está separada del resto del conjunto, el cual se conserva. El grupo lo forman el fundador San Pedro Nolasco, San Ramón Nonato uno de los primeros miembros de la orden, acompañante de San Pedro Nolasco y superior en varias comunidades de la Orden de la Merced, junto con el rey Jaime I el Conquistador quien ayudó en la fundación de la orden de la Merced.
- Cuadro de la Virgen de Guadalupe, conservado en la Sacristía de esta iglesia, espléndida pieza, firmada por Antonio Arellano, del tránsito al siglo XVIII.
- Cancel de madera del siglo XVIII. Anónimo.[19][20]
- San José, obra de Rafael Barbero, 1970,[21] camarín del altar mayor.
- Crucificado del Perdón y de la Misericordia (1983), obra de Luis Álvarez Duarte, última capilla de la nave de la Epístola.
- Nuevo retablo mayor de madera dorada dedicado a la Virgen de la Merced y a San José (2000-2002), completado con un conjunto de pinturas: el Apóstol San Pedro, San Josemaría Escrivá de Balaguer, y escenas de la Vida de Jesús. El proyecto de retablo neobarroco realizado por el arquitecto Ramón Montserrat Ballesté (1931-) sigue fielmente el retablo mayor de la Iglesia de Nuestra Señora de la Oliva de Lebrija que Alonso Cano realizó entre 1629-1638. Las pinturas al óleo fueron realizadas por el joven pintor Arístides Artal (1970-) licenciado en Bellas Artes por la Universidad de Sevilla en la promoción de 1993. El tallado del retablo lo realizaron los Hermanos Caballero y el dorado lo realizó el taller de la Vda. de Antonio Díaz Fernández.

## Patrimonio procedente del convento
- Crucificado de la Misericordia (1622), Juan de Mesa.[22] Ocupaba la segunda capilla de la nave del Evangelio de la Iglesia del Convento Merced Descalza de San José. La Congregación Filipense Hijas de María Dolorosa trasladó el Cristo de la Misericordia, que había sido comprado a Juan de Mesa (ca. 1622) por fray Domingo de los Santos para el convento de los mercedarios descalzos de San José, a la nueva sede de la casa de arrepentidas en el Convento de Santa Isabel.[23]
- Sagrada Familia de Sebastián Gómez, "El Mulato". Procedente del Convento de Mercedarios Descalzos de San José. Su localizáción está documentada en el pórtico de la iglesia conventual. Es probable que sea un óleo conservado actualmente en una colección particular.

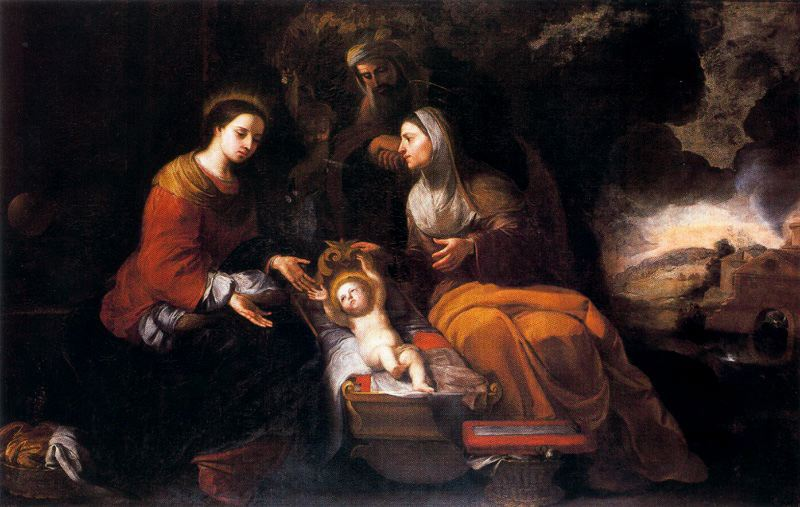
'Sagrada Familia, óleo sobre lienzo (160 x 252 c.), colección particular.

- Nuestra Señora de las Mercedes (ca. 1636), Francisco de Zurbaran. Colección Huarte-Miers, Pamplona.[24]
- San José con el Niño Jesús (1636), de Francisco de Zurbaran. Iglesia de San Medardo, París, Francia.[25]
- Entierro de santa Catalina en el Monte Sinaí, de Francisco de Zurbarán. Pinacoteca Antigua de Múnich.[26]
- San Antonio Abad (ca. 1636), obra de Francisco de Zurbarán.[27] Fondo Cultural Villar-Mir, Madrid.
- Cristo coronando a San José (ca. 1636), Francisco de Zurbarán. Museo de Bellas Artes de Sevilla.[28]
- Santa Lucía (1636), Francisco de Zurbarán. Museo de Bellas Artes de Chartres.[29]
- Padre Eterno (ca. 1636), Francisco de Zurbarán. Museo de Bellas Artes de Sevilla.[30]
- Santa Apolonia (ca. 1636), Francisco de Zurbarán. Museo Nacional del Louvre, París, Francia.[31]
- San Lorenzo (ca. 1636), Francisco de Zurbarán. Museo del Hermitage, San Petersburgo, Rusia.[32]
- San Ramón Nonato del escultor Juan de Mesa (1626-1627). Conservado en el Museo de Bellas Artes de Sevilla, depósito del Arzobispado de Sevilla desde 1970, procedente de un retablo desaparecido del crucero, construido en el mismo frente del presbiterio, en la nave de la epístola de la iglesia de los mercedarios descalzos de San José (Sevilla).[33] Hacía pareja con otro retablo igual, de San Pedro Nolasco, situado en el otro en el otro brazo del crucero en la nave de la evangelio. Este último había pasado al vecino convento de mercedarias descalzas de San José y fue destruido durante la II República española, en el incendio que calcinó el convento el 18 de julio de 1936.
- San Lorenzo (1817) del pintor José María Arango (Sevilla, 1790-1833). Conservado en la iglesia parroquial de San Sebastián de la ciudad.[34]

### Obras en paradero desconocido o destruidas
- San José, la Virgen María y el Niño Jesús (ca. 1612) escultura de Juan Martínez Montañes, en paradero desconocido, ocupaban el camerín central del retablo mayor de la iglesia. Es posible que se trate de unas esculturas semejantes al San José con el Niño Jesús (1614), obra del escultor Juan de Mesa, que en la actualidad se conserva en el Convento de la Merced Descalza de San José (hoy parroquia de San José), Fuentes de Andalucía.[35]
- San Pedro Nolasco (1626), escultura de Juan de Mesa,[36] situado en un retablo desaparecido del crucero, construido en el mismo frente del presbiterio, en la nave de la evangelio de la iglesia de los mercedarios descalzos de San José. La imagen había pasado durante el siglo XIX al vecino convento de San José de las mercedarias descalzas, el cual fue destruido durante la II República española, por un incendio provocado, que calcinó el convento en 1936.